# Sean P. F. Hughes

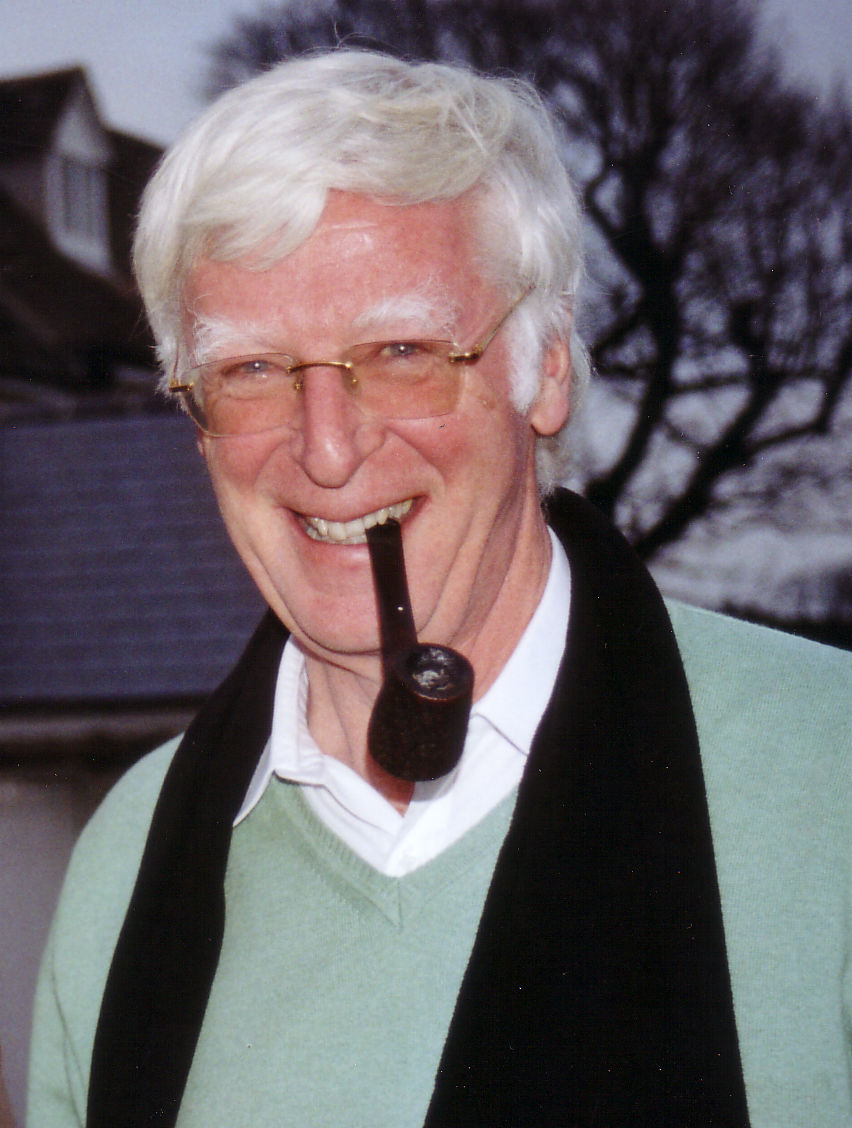
Sean Hughes (2007)

Sean Patrick Francis Hughes (* 2. Dezember 1941 in Farnham (Surrey), England; † 4. Mai 2025) war ein britischer Mediziner und Professor für Orthopädische Chirurgie.

## Werdegang
Nach dem Medizinstudium in London wurde er u. a. am Middlesex Hospital ausgebildet. Er wandte sich der akademischen Laufbahn zu und arbeitete in Forschung und Lehre der Royal Postgraduate Medical School und des Hammersmith Hospital in London. 1981 wurde er auf den orthopädischen Lehrstuhl der Universität Edinburgh berufen. Klinisch arbeitete er als Honorary Consultant am Princess Margaret Rose Orthopaedic Hospital. Mit dem Physiker Ian McCarthy, dem Labortechniker Stuart Robertson und vielen Kollegen  betrieb er physiologische Grundlagenforschung (Knochendurchblutung, Knocheninfektionen). Besonderes klinisches Interesse hatte er an degenerativen Bandscheibenerkrankungen. Er entwickelte einen Fixateur externe (Hughes-Sukhtian) zur Behandlung offener Knochenbrüche. 1991 wurde er an das Imperial College London berufen. Als Kliniker arbeitete er am Charing Cross Hospital und leitete den orthopädischen Dienst am Hammersmith Hospital NHS Trust. Mit seiner Frau Felicity Hughes, einer Bakteriologin, lebte er in Gloucestershire. Zwei Töchter und ein Sohn sind erwachsen.

## Letzte Anstellungen
- Emeritus Professor of Orthopaedic Surgery, Imperial College London
- Honorary Consultant Orthopaedic Surgeon, Imperial College Healthcare Trust
- Honorary Consultant Orthopaedic Surgeon Royal Navy
- Honorary Consultant Orthopaedic Surgeon Medway Hospital Maritime Trust
- Chairman DISCS Charity

## Qualifikationen
- MB BS – University of London, 1966
- FRCSEd, 1971
- FRCS (England), 1972
- FRCSI (Irland), 1972
- Master of Surgery, 1976
- FRCSEd (Orth), 1984

## Akademische Ehrungen
- Arris and Gale Lecturer, Royal College of Surgeons, 1976
- Seddon Prize, Royal National Orthopaedic Hospital, 1976
- U.K. Travelling Fellow, British Orthopaedic Association, 1977
- A.B.C. Travelling Fellow, British Orthopaedic Association, 1978
- Scandinavian Travelling Fellow, British and Scandinavian Orthopaedic Association, 1986
- Visiting Clinical Scientist, Mayo Clinic, Rochester, USA, 1989
- Rahima Dawood Travelling Professor, East African Associations of Surgeons, 1992
- Patrick Kelly Visiting Professor, Mayo Clinic, USA, 2000
- Walter Mercer Lecturer, British Orthopaedic Association, 2004

## Gastprofessuren
- Chinesische Universität Hongkong
- Universität Malaya
- Universität Kuwait
- König-Saud-Universität
- Universität Hongkong
- Universität Göteborg

## Publikationen
- mit Schoutens A, Arlet J, Gardeniers JWM: Bone Circulation and Vascularization in Normal and Pathological Conditions, (NATO Science Series: A), July 31, 1993
- mit Richard W. Porter: Textbook of Orthopaedics & Fractures. Hodder Arnold 1997, ISBN 978-0-340-61381-8
- The Cervical Disc, in: Bailliere's Clinical Orthopaedics – International Practice and Research; Vol. 2, Number 2, August 1997
- mit Hukkanen MVJ, Polak JM: Nitric Oxide in Bone and Joint (Postgraduate Medical Science), 2010